# Партійний квиток (фільм)
«Партійний квиток» (рос. «Партийный билет») — радянський художній фільм 1936 режисера Івана Пир'єва, знятий на кіностудії «Мосфільм».

## Сюжет
1930-ті роки. На одному із заводів Москви з'являється новий працівник — сибіряк Павло Куганов (Андрій Абрикосов). Він працьовитий і кмітливий, стає передовиком виробництва. Ударниця заводу Анна Куликова (Ада Войцик) незабаром стає його дружиною. Дівчина не знала, що полюбить і одружиться з ворогом народу, диверсантом, який просто скористався нею, а сам виконував завдання шпигунського центру. Як прообраз героя фільму Павла Куганова авторами був обраний відомий в 1930-ті молодий поет Павло Васильєв, який мав у певних колах репутацію «хулігана» і «громили» (розстріляний в 1937 році).

## У ролях
- Ада Войцик —  Анна Куликова
- Андрій Абрикосов —  Павло Куганов, диверсант
- Ігор Малєєв —  Яша
- Анатолій Горюнов —  Федір Іванович, секретар парткому
- Марія Яроцька —  мати Анни
- Сергій Антимонов —  Куликов
- Інна Федорова —  Таня
- Сергій Ценін —  шпигун
- Іван Бобров — брат Куганова
- Єлизавета Чеснокова — Марія, прибиральниця
- Леонід Алексєєв — учасник наради
- Володимир Уральський — учасник наради
- Іван Новосельцев — чекіст

## Знімальна група
- Сценарист: Катерина Виноградська
- Режисер-постановник: Іван Пир'єв
- Оператор: Олексій Солодков
- Другий оператор: Тимофій Лебешев
- Художник: Василь Рахальс
- Композитор: Валерій Желобинський